# Pfarrgasse 3 (Bad Camberg)

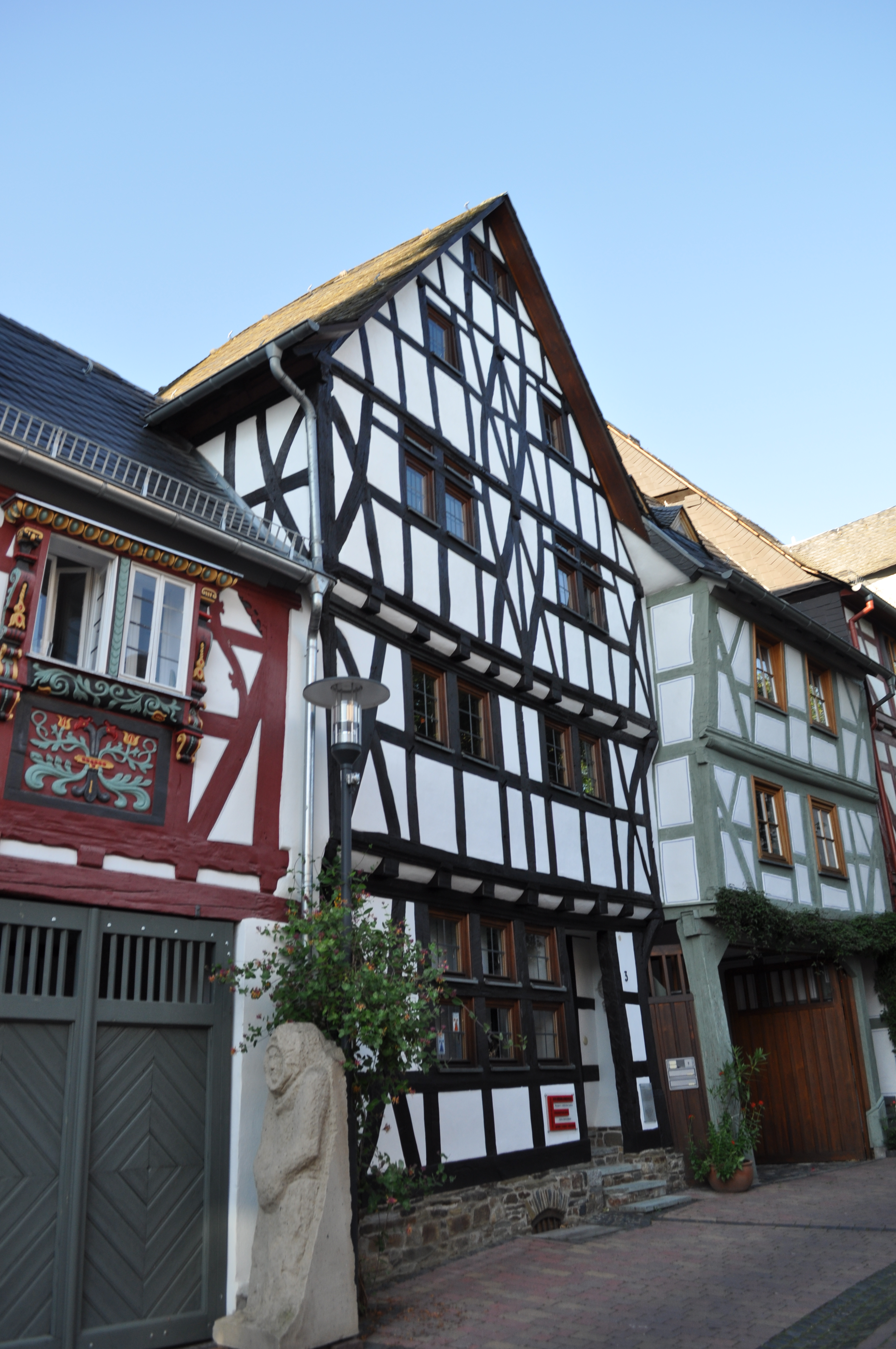
Gebäude Pfarrgasse 3 in Bad Camberg

Das Gebäude Pfarrgasse 3 in Bad Camberg, einer Stadt im Süden des mittelhessischen Landkreises Limburg-Weilburg, ist ein um 1560 errichtetes Wohnhaus. Es ist als Kulturdenkmal geschützt.
Der dreigeschossige Giebelbau in der meist traufständig besetzten Pfarrgassenzeile ist ein Fachwerkhaus mit Geschossüberständen. Die Fassade wurde um 1850 geändert.
Von besonderer stadtgeschichtlicher Bedeutung ist das Alter der Zisterne im Keller, die um das Jahr 1275 datiert wird.
Das Gebäude wurde vor einigen Jahren umfassend renoviert.